# Хэншань (Шаньси)
Хэншань (кит. трад. 恆山, упр. 恒山, пиньинь Héng Shān) — гора в провинции Шаньси. Вершина известна также как Северный Хэншань для отличия от Южного Хэншаня.
Высота над уровнем моря — 2017 м.
Ещё со времён династии Чжоу (до III века до н. э.) гора является священной. Сегодня это самая северная и самая высокая из пяти священных гор дао. Поэтому её часто называют Великая северная гора (北嶽/北岳).
В наши дни гора Хэншань знаменита висячим монастырём Сюанькун-сы, единственным в Китае, где объединены три религиозно-философские школы: буддизм, даосизм и конфуцианство.
Территория горы, включая монастырский комплекс на ней, охраняется государством.